# 바람의 전설 재너두
《바람의 전설 재너두》는 니혼 팔콤이 제작한 1994년 액션 롤플레잉 게임이다. 《드래곤 슬레이어》 시리즈의 여덟 번째이자 '드래곤 슬레이어' 제목을 사용한 마지막 본편 게임이다. PC 엔진 CD 플랫폼 전용으로 개발돼 1994년 2월 18일 발매됐다. 시리즈 두 번째 작품 《재너두 (1985)》와 이름을 공유하나 게임 내 내용은 관계없다. 《드래곤 슬레이어》 시리즈 개발자 키요 요시오가 관여한 시리즈 마지막 게임이다.
주인공은 1000년 용을 물리친 용사의 손자이자 이슈타르 시의 병사 '아리오스'로, 총 12장으로 구성된 시나리오 내에서 각 부마다 지정된 지역을 돌파하는 형식으로 구성됐다. 게임 내 전투 시스템은 일반적으로 《이스》 시리즈처럼 하향 시점의 액션 롤플레잉 방식으로 진행하나, 던전 내에선 횡스크롤 방식으로 변경되는 것이 특징이다.
1996년에 LG미디어가 이식한 MS-DOS판이 대한민국에 출시됐다. 1995년에 후속작 《바람의 전설 재너두 II》가 발매됐다.

## 출시
2005년, 후속작과 함께 수록된 윈도우판 《바람의 전설 재너두 I&II 완전 복각판》이 출시됐다. 2008년에 Wii 버추얼 콘솔로 디지털 재발매됐다.

## 참조

### 내용주
1. ↑  일본어: 風の伝説ザナドゥ, 영어: The Legend of Xanadu